# Lierse SK
Koninklijke Lierse Sportkring, ou simplesmente K. Lierse S.K. ou Lierse S.K., foi um clube de futebol da Bélgica, da cidade de Lier, província de Antuérpia.
Foi um dos mais tradicionais clubes da Bélgica. Criado em 1906 e registrado dois anos depois, teve como cores o preto e o amarelo. Seu estádio é o Herman Vanderpoortenstadion ("Het Lisp"), com capacidade para 14.538 pessoas.
Esteve na primeira divisão de 1988 a 2007; em 1997 conquistou o título nacional.
Com muitas dívidas, o Lierse foi recentemente adquirido pelo empresário egípcio Maged Samy — dono do Wadi Degla Sporting Club (Egito), que tem contrato esportivo com o Arsenal FC, do Reino Unido —, que pagou todos os débitos.
A equipe fechou as portas no dia 9 de maio de 2018, quando declarou falência.

## Títulos
- Primeira Divisão Belga: (4)
  - 1931-32, 1941-42, 1959-60, 1996-97
- Segunda Divisão Belga: (2)

1927, 2010
- Copa da Bélgica: (2)
  - 1968-69, 1998-99
- Supercopa da Bélgica: (2)
  - 1997, 1999